# Collegio elettorale di Conegliano-Oderzo
Il collegio di Conegliano-Oderzo fu un collegio elettorale uninominale della Repubblica Italiana appartenente alla circoscrizione Veneto; fu utilizzato per eleggere un senatore della Repubblica dalla I alla XI legislatura.

## Storia
Il collegio venne creato nel 1948 secondo la legge n. 29 del 6 febbraio 1948 la quale, pur basandosi sull'impianto proporzionale in vigore per la Camera, rispetto a quest'ultima conteneva alcuni piccoli correttivi in senso maggioritario. Tale legge ebbe il suo definitivo perfezionamento col Testo Unico n. 361 del 1957. Differentemente dalla Camera, la legge elettorale del Senato si articolava su base regionale, seguendo il dettato costituzionale (art.57). Ogni Regione era suddivisa in tanti collegi uninominali quanti erano i seggi ad essa assegnati. All'interno di ciascun collegio, veniva eletto il candidato che avesse raggiunto il quorum del 65% delle preferenze: tale soglia, oggettivamente di difficilissimo conseguimento, tradiva l'impianto proporzionale su cui era concepito anche il sistema elettorale della Camera Alta. Qualora, come normalmente avveniva, nessun candidato avesse conseguito l'elezione, i voti di tutti i candidati venivano raggruppati in liste di partito a livello regionale, dove i seggi venivano allocati utilizzando il metodo D'Hondt delle maggiori medie statistiche e quindi, all'interno di ciascuna lista, venivano dichiarati eletti i candidati con le migliori percentuali di preferenza.
Il collegio di Conegliano-Oderzo venne abrogato nel 1993, con la cosiddetta Legge Mattarella (Legge n. 276, Norme per l'elezione del Senato della Repubblica), attuata in seguito al referendum abrogativo del 1993. Con la legge Mattarella venne istituito per la Camera dei deputati e per il Senato della Repubblica un sistema di elezione misto, in parte maggioritario e in parte proporzionale. Il 75% dei parlamentari dell'assemblea veniva eletto in collegi uninominali tramite sistema maggioritario a turno unico; il restante 25% al Senato veniva eletto tramite recupero proporzionale dei più votati non eletti attraverso un meccanismo di calcolo denominato "scorporo", cioè sottraendo dal conteggio dei voti totali di una lista nella parte proporzionale i voti ottenuti dai candidati collegati alla medesima lista che erano eletti nei collegi uninominali con il sistema maggioritario.

### Territorio
Il collegio di Conegliano-Oderzo era uno dei 19 collegi uninominali in cui era suddivisa il Veneto; era interamente compreso nella provincia di Treviso e comprendeva i seguenti comuni: Breda di Piave, Cimadolmo, Codognè, Conegliano, Fontanelle, Gaiarine, Godega di Sant'Urbano, Gorgo al Monticano, Mansuè, Mareno di Piave, Maserada sul Piave, Monastier di Treviso, Nervesa della Battaglia, Oderzo, Ormelle, Orsago, Pieve di Soligo, Ponte di Piave, Portobuffolé, Refrontolo, Salgareda, San Biagio di Callalta, San Fior, San Pietro di Feletto, San Polo di Piave, San Vendemiano, Santa Lucia di Piave, Spresiano, Susegana, Vazzola e Zenson di Piave.

## Dati elettorali

### I legislatura
|                                                                                | Carlo Grava          | Democrazia Cristiana                             | 52 115 | 63,86 |  |  |  |  |  |
|                                                                                | Alberto Mario Bossum | Fronte Democratico Popolare                      | 12 925 | 15,84 |  |  |  |  |  |
|                                                                                | Umberto Ferraresi    | Unità Socialista - Partito Repubblicano Italiano | 12 054 | 14,77 |  |  |  |  |  |
|                                                                                | Evaristo Jelmoni     | Blocco Nazionale                                 | 4 519  | 5,54  |  |  |  |  |  |
| Totale                                                                         | Totale               | Totale                                           | 81 613 | 100   |  |  |  |  |  |
|                                                                                |                      |                                                  |        |       |  |  |  |  |  |
| Voti non validi                                                                | Voti non validi      | Voti non validi                                  | 6 090  | 6,94  |  |  |  |  |  |
| Votanti                                                                        | Votanti              | Votanti                                          | 87 703 | 91,91 |  |  |  |  |  |
| Elettori                                                                       | Elettori             | Elettori                                         | 95 423 |       |  |  |  |  |  |
|                                                                                |                      |                                                  |        |       |  |  |  |  |  |
| Nota: quorum del 65% non raggiunto; ripartizione dei seggi a livello regionale |                      |                                                  |        |       |  |  |  |  |  |
| Data: 18 aprile 1948                                                           |                      |                                                  |        |       |  |  |  |  |  |
| Fonte: Ministero dell'interno                                                  |                      |                                                  |        |       |  |  |  |  |  |

### II legislatura
|                                                                                | Gerolamo Lino Moro ✔️ Eletto | Democrazia Cristiana                    | 50 261 | 58,42 |  |  |  |  |  |
|                                                                                | Riccardo Franceschi          | Partito Socialista Italiano             | 10 317 | 11,99 |  |  |  |  |  |
|                                                                                | Pietro Dal Pozzo             | Partito Comunista Italiano              | 8 515  | 9,90  |  |  |  |  |  |
|                                                                                | Tommaso Angelo Tonello       | Partito Socialista Democratico Italiano | 6 422  | 7,46  |  |  |  |  |  |
|                                                                                | Luigi Faraone                | Movimento Sociale Italiano              | 3 345  | 3,89  |  |  |  |  |  |
|                                                                                | Evaristo Jelmoni             | Partito Liberale Italiano               | 2 126  | 2,47  |  |  |  |  |  |
|                                                                                | Antonio Mazza                | Unità Popolare                          | 1 860  | 2,16  |  |  |  |  |  |
|                                                                                | Aldo Marinotti               | Partito Nazionale Monarchico            | 1 709  | 1,99  |  |  |  |  |  |
|                                                                                | Umberto Dalla Rosa           | Partito Repubblicano Italiano           | 982    | 1,14  |  |  |  |  |  |
|                                                                                | Alfredo Rutolo               | Alleanza Democratica Nazionale          | 500    | 0,58  |  |  |  |  |  |
| Totale                                                                         | Totale                       | Totale                                  | 86 037 | 100   |  |  |  |  |  |
|                                                                                |                              |                                         |        |       |  |  |  |  |  |
| Voti non validi                                                                | Voti non validi              | Voti non validi                         | 4 619  | 5,10  |  |  |  |  |  |
| Votanti                                                                        | Votanti                      | Votanti                                 | 90 656 | 92,84 |  |  |  |  |  |
| Elettori                                                                       | Elettori                     | Elettori                                | 97 648 |       |  |  |  |  |  |
|                                                                                |                              |                                         |        |       |  |  |  |  |  |
| Nota: quorum del 65% non raggiunto; ripartizione dei seggi a livello regionale |                              |                                         |        |       |  |  |  |  |  |
| Data: 7 giugno 1953                                                            |                              |                                         |        |       |  |  |  |  |  |
| Fonte: Ministero dell'interno                                                  |                              |                                         |        |       |  |  |  |  |  |

### III legislatura
|                                                                                | Gerolamo Lino Moro ✔️ Eletto | Democrazia Cristiana                    | 52 110  | 59,11 |  |  |  |  |  |
|                                                                                | Riccardo Franceschi          | Partito Socialista Italiano             | 13 354  | 15,15 |  |  |  |  |  |
|                                                                                | Girolamo Vittorelli          | Partito Socialista Democratico Italiano | 8 225   | 9,33  |  |  |  |  |  |
|                                                                                | Pietro Dal Pozzo             | Partito Comunista Italiano              | 7 460   | 8,46  |  |  |  |  |  |
|                                                                                | Antonio Peirone              | PNM - MSI                               | 3 310   | 3,75  |  |  |  |  |  |
|                                                                                | Francesco Gava               | Partito Liberale Italiano               | 2 601   | 2,95  |  |  |  |  |  |
|                                                                                | Italo Zanin                  | PRI - PR                                | 1 101   | 1,25  |  |  |  |  |  |
| Totale                                                                         | Totale                       | Totale                                  | 88 161  | 100   |  |  |  |  |  |
|                                                                                |                              |                                         |         |       |  |  |  |  |  |
| Voti non validi                                                                | Voti non validi              | Voti non validi                         | 4 316   | 4,67  |  |  |  |  |  |
| Votanti                                                                        | Votanti                      | Votanti                                 | 92 477  | 91,37 |  |  |  |  |  |
| Elettori                                                                       | Elettori                     | Elettori                                | 101 208 |       |  |  |  |  |  |
|                                                                                |                              |                                         |         |       |  |  |  |  |  |
| Nota: quorum del 65% non raggiunto; ripartizione dei seggi a livello regionale |                              |                                         |         |       |  |  |  |  |  |
| Data: 25 maggio 1958                                                           |                              |                                         |         |       |  |  |  |  |  |
| Fonte: Ministero dell'interno                                                  |                              |                                         |         |       |  |  |  |  |  |

### IV legislatura
|                                                                                | Gerolamo Lino Moro ✔️ Eletto | Democrazia Cristiana                    | 50 332  | 55,23 |  |  |  |  |  |
|                                                                                | C. Cova                      | Partito Socialista Italiano             | 14 352  | 15,75 |  |  |  |  |  |
|                                                                                | Ugo Marchesi                 | Partito Comunista Italiano              | 9 747   | 10,69 |  |  |  |  |  |
|                                                                                | Walter Garavelli             | Partito Socialista Democratico Italiano | 9 062   | 9,94  |  |  |  |  |  |
|                                                                                | U. Gava                      | Partito Liberale Italiano               | 4 547   | 4,99  |  |  |  |  |  |
|                                                                                | A. Bonotto                   | Movimento Sociale Italiano              | 2 529   | 2,77  |  |  |  |  |  |
|                                                                                | S. Tiberti                   | Partito Repubblicano Italiano           | 570     | 0,63  |  |  |  |  |  |
| Totale                                                                         | Totale                       | Totale                                  | 91 139  | 100   |  |  |  |  |  |
|                                                                                |                              |                                         |         |       |  |  |  |  |  |
| Voti non validi                                                                | Voti non validi              | Voti non validi                         | 4 795   | 5,00  |  |  |  |  |  |
| Votanti                                                                        | Votanti                      | Votanti                                 | 95 934  | 91,69 |  |  |  |  |  |
| Elettori                                                                       | Elettori                     | Elettori                                | 104 624 |       |  |  |  |  |  |
|                                                                                |                              |                                         |         |       |  |  |  |  |  |
| Nota: quorum del 65% non raggiunto; ripartizione dei seggi a livello regionale |                              |                                         |         |       |  |  |  |  |  |
| Data: 28 aprile 1963                                                           |                              |                                         |         |       |  |  |  |  |  |
| Fonte: Ministero dell'interno                                                  |                              |                                         |         |       |  |  |  |  |  |

### V legislatura
|                                                                                | Maria Pia Dal Canton ✔️ Eletto | Democrazia Cristiana          | 54 791  | 56,28 |  |  |  |  |  |
|                                                                                | Walter Garavelli ✔️ Eletto     | PSI-PSDI Unificati            | 18 335  | 18,83 |  |  |  |  |  |
|                                                                                | G. G. Cappellotto              | PCI - PSIUP                   | 15 906  | 16,34 |  |  |  |  |  |
|                                                                                | U. Gava                        | Partito Liberale Italiano     | 4 700   | 4,83  |  |  |  |  |  |
|                                                                                | Carlo Aristide Dal Sasso       | MSI - PDIUM                   | 2 371   | 2,44  |  |  |  |  |  |
|                                                                                | A. G. Baradel                  | Partito Repubblicano Italiano | 1 255   | 1,29  |  |  |  |  |  |
| Totale                                                                         | Totale                         | Totale                        | 97 358  | 100   |  |  |  |  |  |
|                                                                                |                                |                               |         |       |  |  |  |  |  |
| Voti non validi                                                                | Voti non validi                | Voti non validi               | 5 283   | 5,15  |  |  |  |  |  |
| Votanti                                                                        | Votanti                        | Votanti                       | 102 641 | 93,05 |  |  |  |  |  |
| Elettori                                                                       | Elettori                       | Elettori                      | 110 309 |       |  |  |  |  |  |
|                                                                                |                                |                               |         |       |  |  |  |  |  |
| Nota: quorum del 65% non raggiunto; ripartizione dei seggi a livello regionale |                                |                               |         |       |  |  |  |  |  |
| Data: 19 maggio 1968                                                           |                                |                               |         |       |  |  |  |  |  |
| Fonte: Ministero dell'interno                                                  |                                |                               |         |       |  |  |  |  |  |

### VI legislatura
|                                                                                | Maria Pia Dal Canton ✔️ Eletto | Democrazia Cristiana                    | 57 260  | 54,99 |  |  |  |  |  |
|                                                                                | F. Bellis                      | PCI - PSIUP                             | 14 678  | 14,10 |  |  |  |  |  |
|                                                                                | I. Greco                       | Partito Socialista Italiano             | 13 970  | 13,42 |  |  |  |  |  |
|                                                                                | Walter Garavelli               | Partito Socialista Democratico Italiano | 10 173  | 9,77  |  |  |  |  |  |
|                                                                                | L. Bonotto                     | Partito Liberale Italiano               | 4 240   | 4,07  |  |  |  |  |  |
|                                                                                | A. Bonotto                     | Movimento Sociale Italiano              | 3 808   | 3,66  |  |  |  |  |  |
| Totale                                                                         | Totale                         | Totale                                  | 104 129 | 100   |  |  |  |  |  |
|                                                                                |                                |                                         |         |       |  |  |  |  |  |
| Voti non validi                                                                | Voti non validi                | Voti non validi                         | 4 995   | 4,58  |  |  |  |  |  |
| Votanti                                                                        | Votanti                        | Votanti                                 | 109 124 | 93,37 |  |  |  |  |  |
| Elettori                                                                       | Elettori                       | Elettori                                | 116 870 |       |  |  |  |  |  |
|                                                                                |                                |                                         |         |       |  |  |  |  |  |
| Nota: quorum del 65% non raggiunto; ripartizione dei seggi a livello regionale |                                |                                         |         |       |  |  |  |  |  |
| Data: 7 maggio 1972                                                            |                                |                                         |         |       |  |  |  |  |  |
| Fonte: Ministero dell'interno                                                  |                                |                                         |         |       |  |  |  |  |  |

### VII legislatura
|                                                                                | Lino Innocenti ✔️ Eletto | Democrazia Cristiana                    | 58 968  | 53,14 |  |  |  |  |  |
|                                                                                | Maria Dal Dall'Ongaro    | Partito Comunista Italiano              | 22 240  | 20,04 |  |  |  |  |  |
|                                                                                | Antonio Tito Lunardelli  | Partito Socialista Italiano             | 13 471  | 12,14 |  |  |  |  |  |
|                                                                                | Walter Garavelli         | Movimento Sociale Italiano              | 7 568   | 6,82  |  |  |  |  |  |
|                                                                                | Francesco Scattolin      | Partito Socialista Democratico Italiano | 3 432   | 3,09  |  |  |  |  |  |
|                                                                                | Giovanni Marchesin       | Partito Repubblicano Italiano           | 3 168   | 2,86  |  |  |  |  |  |
|                                                                                | Francesco Ferrero        | Partito Liberale Italiano               | 1 395   | 1,26  |  |  |  |  |  |
|                                                                                | Giovanni Brass           | Partito Radicale                        | 716     | 0,65  |  |  |  |  |  |
| Totale                                                                         | Totale                   | Totale                                  | 110 958 | 100   |  |  |  |  |  |
|                                                                                |                          |                                         |         |       |  |  |  |  |  |
| Voti non validi                                                                | Voti non validi          | Voti non validi                         | 3 908   | 3,40  |  |  |  |  |  |
| Votanti                                                                        | Votanti                  | Votanti                                 | 114 866 | 93,93 |  |  |  |  |  |
| Elettori                                                                       | Elettori                 | Elettori                                | 122 290 |       |  |  |  |  |  |
|                                                                                |                          |                                         |         |       |  |  |  |  |  |
| Nota: quorum del 65% non raggiunto; ripartizione dei seggi a livello regionale |                          |                                         |         |       |  |  |  |  |  |
| Data: 20 giugno 1976                                                           |                          |                                         |         |       |  |  |  |  |  |
| Fonte: Ministero dell'interno                                                  |                          |                                         |         |       |  |  |  |  |  |

### VIII legislatura
|                                                                                | Mario Ferrari-Aggradi ✔️ Eletto | Democrazia Cristiana                         | 56 653  | 50,67 |  |  |  |  |  |
|                                                                                | F. De Re                        | Partito Comunista Italiano                   | 23 070  | 20,63 |  |  |  |  |  |
|                                                                                | Antonio Tito Lunardelli         | Partito Socialista Italiano                  | 12 127  | 10,85 |  |  |  |  |  |
|                                                                                | Licio Bisotti                   | Partito Socialista Democratico Italiano      | 8 527   | 7,63  |  |  |  |  |  |
|                                                                                | C. Coletti Rosso                | Partito Repubblicano Italiano                | 3 610   | 3,23  |  |  |  |  |  |
|                                                                                | Giovanni Marchesin              | Movimento Sociale Italiano                   | 3 112   | 2,78  |  |  |  |  |  |
|                                                                                | F. Camporese                    | Partito Liberale Italiano                    | 2 434   | 2,18  |  |  |  |  |  |
|                                                                                | Gianteresio Vattimo             | Partito Radicale - Nuova Sinistra Unita      | 1 680   | 1,50  |  |  |  |  |  |
|                                                                                | G. Cason                        | Costituente di Destra - Democrazia Nazionale | 590     | 0,53  |  |  |  |  |  |
| Totale                                                                         | Totale                          | Totale                                       | 111 803 | 100   |  |  |  |  |  |
|                                                                                |                                 |                                              |         |       |  |  |  |  |  |
| Voti non validi                                                                | Voti non validi                 | Voti non validi                              | 5 840   | 4,96  |  |  |  |  |  |
| Votanti                                                                        | Votanti                         | Votanti                                      | 117 643 | 91,45 |  |  |  |  |  |
| Elettori                                                                       | Elettori                        | Elettori                                     | 128 646 |       |  |  |  |  |  |
|                                                                                |                                 |                                              |         |       |  |  |  |  |  |
| Nota: quorum del 65% non raggiunto; ripartizione dei seggi a livello regionale |                                 |                                              |         |       |  |  |  |  |  |
| Data: 3 giugno 1979                                                            |                                 |                                              |         |       |  |  |  |  |  |
| Fonte: Ministero dell'interno                                                  |                                 |                                              |         |       |  |  |  |  |  |

### IX legislatura
|                                                                                | Mario Ferrari-Aggradi ✔️ Eletto | Democrazia Cristiana                    | 49 180  | 43,15 |  |  |  |  |  |
|                                                                                | Lorenzo Vigna                   | Partito Comunista Italiano              | 21 348  | 18,73 |  |  |  |  |  |
|                                                                                | Antonio Tito Lunardelli         | Partito Socialista Italiano             | 12 953  | 11,37 |  |  |  |  |  |
|                                                                                | Licio Bisotti                   | Partito Socialista Democratico Italiano | 6 783   | 5,95  |  |  |  |  |  |
|                                                                                | Enrico Manetti                  | Partito Repubblicano Italiano           | 6 015   | 5,28  |  |  |  |  |  |
|                                                                                | Mariano Spricigo                | Liga Veneta                             | 5 953   | 5,22  |  |  |  |  |  |
|                                                                                | Salvatore Campoccia             | Movimento Sociale Italiano              | 4 072   | 3,57  |  |  |  |  |  |
|                                                                                | Adriano Brino Bet               | Partito Liberale Italiano               | 3 435   | 3,01  |  |  |  |  |  |
|                                                                                | Anton Giulio Fontanive Mazzaron | Partito Nazionale Pensionati            | 1 505   | 1,32  |  |  |  |  |  |
|                                                                                | Alessandro Pisani Ceretti       | Partito Radicale                        | 1 479   | 1,30  |  |  |  |  |  |
|                                                                                | Renato Darsié                   | Democrazia Proletaria                   | 1 247   | 1,09  |  |  |  |  |  |
| Totale                                                                         | Totale                          | Totale                                  | 113 970 | 100   |  |  |  |  |  |
|                                                                                |                                 |                                         |         |       |  |  |  |  |  |
| Voti non validi                                                                | Voti non validi                 | Voti non validi                         | 7 690   | 6,32  |  |  |  |  |  |
| Votanti                                                                        | Votanti                         | Votanti                                 | 121 660 | 90,06 |  |  |  |  |  |
| Elettori                                                                       | Elettori                        | Elettori                                | 135 086 |       |  |  |  |  |  |
|                                                                                |                                 |                                         |         |       |  |  |  |  |  |
| Nota: quorum del 65% non raggiunto; ripartizione dei seggi a livello regionale |                                 |                                         |         |       |  |  |  |  |  |
| Data: 26 giugno 1983                                                           |                                 |                                         |         |       |  |  |  |  |  |
| Fonte: Ministero dell'interno                                                  |                                 |                                         |         |       |  |  |  |  |  |

### X legislatura
|                                                                                | Mario Ferrari-Aggradi ✔️ Eletto | Democrazia Cristiana                    | 51 296  | 42,22 |  |  |  |  |  |
|                                                                                | L. Giugni                       | Partito Socialista Italiano             | 20 521  | 16,89 |  |  |  |  |  |
|                                                                                | A. Pavan Gianelloni             | Partito Comunista Italiano              | 19 789  | 16,29 |  |  |  |  |  |
|                                                                                | Arturo Bernardi                 | Partito Socialista Democratico Italiano | 7 665   | 6,31  |  |  |  |  |  |
|                                                                                | G. Zilli                        | Liga Veneta-Pensionati Uniti            | 4 599   | 3,79  |  |  |  |  |  |
|                                                                                | Carlo Aristide Dal Sasso        | Movimento Sociale Italiano              | 4 390   | 3,61  |  |  |  |  |  |
|                                                                                | V. Da Re                        | Partito Repubblicano Italiano           | 3 781   | 3,11  |  |  |  |  |  |
|                                                                                | G. De Vidi                      | Lista Verde                             | 3 309   | 2,72  |  |  |  |  |  |
|                                                                                | R. Cordiviola                   | Partito Radicale                        | 2 295   | 1,89  |  |  |  |  |  |
|                                                                                | R. Ugareelli                    | Partito Liberale Italiano               | 2 217   | 1,82  |  |  |  |  |  |
|                                                                                | M. Naro                         | Democrazia Proletaria                   | 1 428   | 1,18  |  |  |  |  |  |
|                                                                                | L. Contento                     | Alleanza Popolare Pensionati            | 208     | 0,17  |  |  |  |  |  |
| Totale                                                                         | Totale                          | Totale                                  | 121 498 | 100   |  |  |  |  |  |
|                                                                                |                                 |                                         |         |       |  |  |  |  |  |
| Voti non validi                                                                | Voti non validi                 | Voti non validi                         | 6 231   | 4,88  |  |  |  |  |  |
| Votanti                                                                        | Votanti                         | Votanti                                 | 127 729 | 89,98 |  |  |  |  |  |
| Elettori                                                                       | Elettori                        | Elettori                                | 141 950 |       |  |  |  |  |  |
|                                                                                |                                 |                                         |         |       |  |  |  |  |  |
| Nota: quorum del 65% non raggiunto; ripartizione dei seggi a livello regionale |                                 |                                         |         |       |  |  |  |  |  |
| Data: 14 giugno 1987                                                           |                                 |                                         |         |       |  |  |  |  |  |
| Fonte: Ministero dell'interno                                                  |                                 |                                         |         |       |  |  |  |  |  |

### XI legislatura
|                                                                                | Tina Anselmi                | Democrazia Cristiana                    | 40 350  | 31,02 |  |  |  |  |  |
|                                                                                | Valentino Perin ✔️ Eletto   | Lega Lombarda                           | 27 590  | 21,21 |  |  |  |  |  |
|                                                                                | Stefano Wallner             | Partito Socialista Italiano             | 14 897  | 11,45 |  |  |  |  |  |
|                                                                                | Antonio Zanco               | Partito Democratico della Sinistra      | 9 675   | 7,44  |  |  |  |  |  |
|                                                                                | Pierluigi Ronzani ✔️ Eletto | Lega Autonomia Veneta                   | 8 141   | 6,26  |  |  |  |  |  |
|                                                                                | Adriano Ceolin              | Partito Repubblicano Italiano           | 5 072   | 3,90  |  |  |  |  |  |
|                                                                                | Mario Botteon               | Partito della Rifondazione Comunista    | 4 485   | 3,45  |  |  |  |  |  |
|                                                                                | Arturo Bernardi             | Partito Socialista Democratico Italiano | 3 759   | 2,89  |  |  |  |  |  |
|                                                                                | Carlo Aristide Dal Sasso    | Movimento Sociale Italiano              | 3 729   | 2,87  |  |  |  |  |  |
|                                                                                | Giuliano Della Bella        | Federazione dei Verdi                   | 2 858   | 2,20  |  |  |  |  |  |
|                                                                                | Francesco Bazzan            | Movimento Veneto Regione Autonoma       | 2 567   | 1,97  |  |  |  |  |  |
|                                                                                | Matteo Angelillis           | Partito Liberale Italiano               | 1 896   | 1,46  |  |  |  |  |  |
|                                                                                | Romano Piccoli              | Union Veneto                            | 1 686   | 1,30  |  |  |  |  |  |
|                                                                                | Flavio Trevisan             | Sì Referendum                           | 1 247   | 0,96  |  |  |  |  |  |
|                                                                                | Pietro Ferrari              | Partito Pensionati                      | 1 124   | 0,86  |  |  |  |  |  |
|                                                                                | Cesarino Camatta            | Verdi Federalisti                       | 885     | 0,68  |  |  |  |  |  |
|                                                                                | Ferruccio Palatella         | Federalismo - Pensionati Uomini Vivi    | 106     | 0,08  |  |  |  |  |  |
| Totale                                                                         | Totale                      | Totale                                  | 130 067 | 100   |  |  |  |  |  |
|                                                                                |                             |                                         |         |       |  |  |  |  |  |
| Voti non validi                                                                | Voti non validi             | Voti non validi                         | 5 780   | 4,25  |  |  |  |  |  |
| Votanti                                                                        | Votanti                     | Votanti                                 | 135 847 | 89,07 |  |  |  |  |  |
| Elettori                                                                       | Elettori                    | Elettori                                | 152 518 |       |  |  |  |  |  |
|                                                                                |                             |                                         |         |       |  |  |  |  |  |
| Nota: quorum del 65% non raggiunto; ripartizione dei seggi a livello regionale |                             |                                         |         |       |  |  |  |  |  |
| Data: 5 aprile 1992                                                            |                             |                                         |         |       |  |  |  |  |  |
| Fonte: Ministero dell'interno                                                  |                             |                                         |         |       |  |  |  |  |  |